# Медведев, Виктор Тихонович
Виктор Тихонович Медведев (род. 1941) — советский и российский учёный, доктор технических наук, профессор; член-корреспондент Академии электротехнических наук РФ.
Автор  более 250 научных статей в периодической научной печати, а также более пятидесяти монографий и учебных пособий.

## Биография
Родился 21 августа 1941 года.
В 1968 году окончил Московский энергетический институт по специальности инженер электромеханик и был распределен в МЭИ на кафедру «Электрических машин». С 1972 года работал ассистентом этой кафедры и обучался в аспирантуре. В 1976 году защитил кандидатскую
диссертацию, посвященную виброакустике в электрических машинах, и в 1981 году ему было присвоено звание доцента. С 1976 по 1983 год Виктор Медведев работал ответственным секретарем вечерней и дневной Приемных комиссий МЭИ. С 1983 по 1990 год выполнял обязанности заместителя проректора МЭИ по научной работе; в 1990 году был избран заведующим кафедрой «Инженерной экологии и охраны труда», которой руководил до 2009 года. В 1991 году Медведеву присвоено звание профессора по этой кафедре, а в 1997 году он защитил докторскую диссертацию "Обеспечение безопасности и комфортности жизнедеятельности человека путем снижения негативного влияния вибрации и шума электрических машин на окружающую среду", посвященную снижению вибраций и шума электрических машин.
В настоящее время работает профессором на кафедре «Инженерной экологии и охраны труда» МЭИ. Занимается научно-педагогической работой. Подготовил ряд кандидатов технических наук. Входит в состав экспертного совета по укрупненной группе специальностей и направлений
подготовки 13.00.00 "Электро- и теплоэнергетика". Является членом редакционной коллегии журнала «ЭЛЕКТРОБЕЗОПАСНОСТЬ».

## Заслуги
- Заслуженный профессор МЭИ.[5]
- Премии Правительства Российской Федерации в области образования 2013 года (12 ноября 2013) — за комплект учебников и учебных пособий по охране труда для среднего и профессионального образования
- Заслуженный деятель науки РФ
- Почетный работник высшего образования РФ, Заслуженный работник РАО ЕЭС России, Почетный работник топливно-энергетического комплекса РФ.
- Награжден медалями.